# 東経59度線
東経59度線（とうけい59どせん）は、本初子午線面から東へ59度の角度を成す経線である。北極点から北極海、ヨーロッパ、アジア、インド洋、南極海、南極大陸を通過して南極点までを結ぶ。
東経59度線は、西経121度線と共に大円を形成する。

## 通過する地域一覧
東経59度線は、北極点から南極点まで南に向かって以下の場所を通っている。
| 地理座標                                             | 国土・領土・領海 | 備考 |
| ---------------------------------------------------- | ---------------- | --- |
| 北緯90度0分 東経59度0分 / 北緯90.000度 東経59.000度  | 北極海           | |
| 北緯81度51分 東経59度0分 / 北緯81.850度 東経59.000度 | ロシア           | ルドルフ島、ライネル島（英語版）、ウィーナー＝ノイシュタット島、ガリヤ島、サルム島（英語版）（ゼムリャフランツァヨシファ） |
| 北緯79度58分 東経59度0分 / 北緯79.967度 東経59.000度 | バレンツ海       | |
| 北緯75度55分 東経59度0分 / 北緯75.917度 東経59.000度 | ロシア           | セヴェルヌィ島（ノヴァヤゼムリャ）                                                                                         |
| 北緯74度20分 東経59度0分 / 北緯74.333度 東経59.000度 | カラ海           | |
| 北緯70度27分 東経59度0分 / 北緯70.450度 東経59.000度 | ロシア           | ヴァイガチ島 |
| 北緯69度54分 東経59度0分 / 北緯69.900度 東経59.000度 | バレンツ海       | ペチョラ海（英語版） |
| 北緯69度18分 東経59度0分 / 北緯69.300度 東経59.000度 | ロシア           | ドルジー島（英語版） |
| 北緯69度17分 東経59度0分 / 北緯69.283度 東経59.000度 | バレンツ海       | ペチョラ海（英語版） |
| 北緯68度59分 東経59度0分 / 北緯68.983度 東経59.000度 | ロシア           | |
| 北緯50度42分 東経59度0分 / 北緯50.700度 東経59.000度 | カザフスタン     | |
| 北緯45度25分 東経59度0分 / 北緯45.417度 東経59.000度 | ウズベキスタン   | |
| 北緯42度31分 東経59度0分 / 北緯42.517度 東経59.000度 | トルクメニスタン | |
| 北緯37度37分 東経59度0分 / 北緯37.617度 東経59.000度 | イラン           | |
| 北緯25度25分 東経59度0分 / 北緯25.417度 東経59.000度 | オマーン湾       | |
| 北緯23度8分 東経59度0分 / 北緯23.133度 東経59.000度  | オマーン         | |
| 北緯21度13分 東経59度0分 / 北緯21.217度 東経59.000度 | インド洋         | マシーラ島（ オマーン）のすぐ東を通過                                                                                      |
| 南緯60度0分 東経59度0分 / 南緯60.000度 東経59.000度  | 南極海           | |
| 北緯67度13分 東経59度0分 / 北緯67.217度 東経59.000度 | 南極大陸         | オーストラリア南極領土（ オーストラリアが領有権主張）                                                                      |
| 南緯67度20分 東経59度0分 / 南緯67.333度 東経59.000度 | 南極海           | |
| 北緯67度23分 東経59度0分 / 北緯67.383度 東経59.000度 | 南極大陸         | オーストラリア南極領土（ オーストラリアが領有権主張）                                                                      |